# Mladen III Šubić
Mladen III Šubić (in croato Mladen III. Šubić; Dalmazia, 1315 circa – Traù, 1º maggio 1348) fu un membro della nobile famiglia croata dei Šubić, signore dalla fortezza di Clissa.
In vita detenne il titolo di duca di Clissa, Scardona e Almissa. È noto anche con il suo soprannome di Scudo dei Croati (Clipeus Croatorum), come riferisce l'epitaffio in versi realizzato in latino sulla sua tomba nella cattedrale di San Lorenzo a Traù, in Croazia.

## Biografia
Mladen III Šubić era probabilmente il primogenito di Giorgio II Šubić e nipote di Paolo I Šubić, che fu il nobile croato più potente attivo tra la fine del XIII secolo e l'inizio del il XIV secolo.
Succeduto formalmente a suo padre Giorgio per via della sua prematura morte, le terre in possesso di Malden fossero inizialmente gestite da sua madre Lelka fino al raggiungimento dell'età adulta nel 1332. In seguito, la nobildonna continuò ad esercitare una notevole ingerenza sulla sua politica. Combatté con successo contro la coalizione delle città dalmate di Spalato, Traù e Sebenico sotto la Repubblica di Venezia e l'aristocrazia sotto il duca di Tenin, Giovanni Nelipić, che desiderava ardentemente prendere possesso di Ostrovica nel 1335. Rafforzò inoltre la sua posizione estromettendo l'opposizione di Giovanni Jurišić, Bodislao Ugrinić e Hran Gradinić all'interno della sua cerchia sia attraverso mezzi militari che diplomatici. In seguito, permise a suo zio Paolo II di ricevere il titolo di principe di Ostrovica.
Nonostante i suoi sforzi diplomatici e le sue intenzioni di rafforzare la famiglia, Mladen III si trovò costretto a tutelare gli interessi dei Šubić in una lotta impari dopo la morte di Giovanni Nelipić, quando divenne il principale oppositore del re d'Ungheria Luigi I nel 1344.

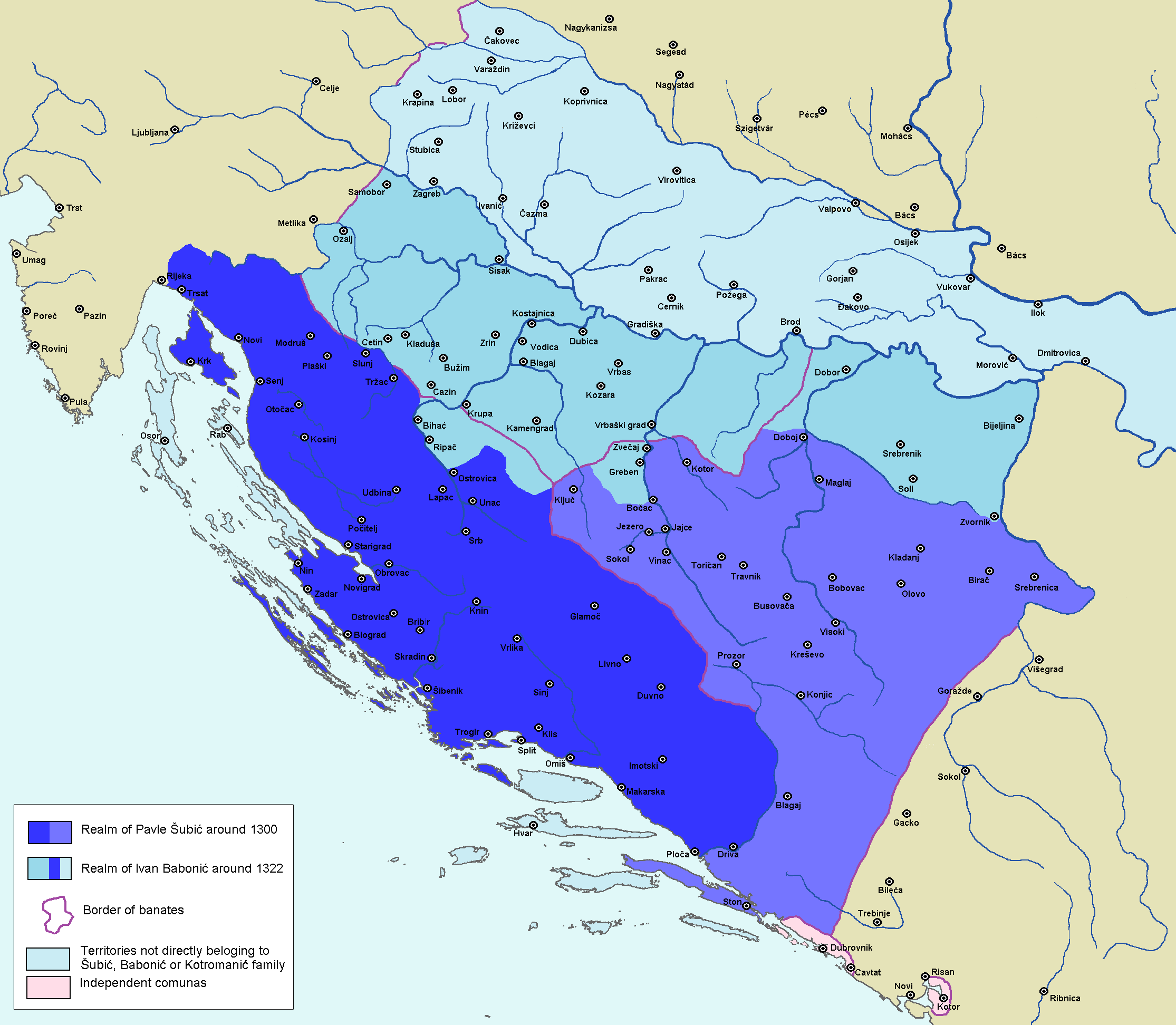
Le terre croate nella prima metà del XIV secolo

Per opporsi al sovrano magiaro, il quale desiderava controllare a tutti gli effetti le sue terre, Malden strinse varie alleanze. Dapprima combatté e alla fine strinse un'alleanza con Stefano II Kotromanić, bano di Bosnia nel 1338, sposando sua sorella Elena (morta nel 1378 circa) con il signore della Bosnia de facto, Ladislao Kotromanić. Fu Elena a dare alla luce il fondatore del regno di Bosnia, Tvrtko I. Si alleò poi con la Repubblica di Venezia durante l'assedio di Zara del 1345-1346 combinando le nozze del fratello minore Paolo III con una nobildonna veneziana e assunse il titolo di marchese di Slavonia nel 1348, con l'intenzione di ridurre la morsa di Luigi I nel nord della Croazia. Sposò nel 1347 Elena Nemanjić, sorellastra dell'imperatore serbo Stefano Uroš IV Dušan che aveva cattivi rapporti con l'Ungheria.
Tuttavia, i piani di costituire una coalizione anti-ungherese si interruppero improvvisamente quando Mladen III morì il 1° maggio 1348, mentre imperversava la peste nera. Fu sepolto nella Cattedrale di San Lorenzo a Traù.

## Successione
Dopo la morte del duca e malgrado questi avesse un figlio, Mladen IV, scoppiò un'aspra lotta politica e militare per il controllo della fortezza di Clissa che vide come protagonisti:
- Caterina Dandolo, moglie di suo fratello Paolo III Šubić e parente del doge Andrea Dandolo, desiderava acquisire la fortezza per conto dei veneziani.[3]
- Elena Nemanjić Šubić (sua moglie-vedova) voleva la fortezza per conto del suo fratellastro Stefano Dušan di Serbia.[1]
- Elena Šubić (sua sorella) aspirava alla fortezza per riservarla a figlio Tvrtko I di Bosnia.[4]

Dopo vari intrighi diplomatici e battaglie, nel 1355 Clissa e altre città caddero temporaneamente di nuovo nelle mani del re Luigi I d'Ungheria. In precedenza, in concomitanza della morte di Paolo II Šubić e di un accordo stipulato nel 1347 da Gregorio II in nome del figlio di Paolo II, Giorgio III, con il re, la famiglia Šubić perse anche la roccaforte secondaria di Ostrovica in cambio del castello di Zrin, a ridosso del moderno confine tra Bosnia ed Erzegovina e Croazia; fu lì che cominciarono le fortune di un ramo cadetto divenuto noto, in virtù del castello principale che amministravano, come famiglia Zrinski.

## Epitaffio tombale
| In latino (Inscriptio sepulcri comitis Mladini) | Trad. in italiano (Iscrizione sepolcrale del duca Mladen) |
| Heu gemma splendida jacet sub hac petra. Cuius valor periit nunc in fossa tetra. Mladinus magnificus qui Clissie fuit Comes, suis sola spes cur tam cito ruit? Georgii comitis memorie bone Natus atque dominus Almesi, Scardone, Probitatis titulus, morum et honoris Ut flos vernans defuit vir tanti valoris. Croatorum clipeus fortis et ipse erat Inter omnes fortior; volens scire querat: Eius mortem impiam cerno pro peccatis Slavonie gentium evenisse gratis. Flete, Slavi, nobilem nepotem banorum, Largam vestram copiam pacis et honorum. Sic preces altissimo date creatori, Quod ipse misericors parcat peccatori. Hic annorum Domini sub cursu milleni Trecenteni insuper atque quadrageni Octavo sub tempore traditus est limo In Calendis Madii mensis die primo. Cum bona sui memoria mors ipsum voravit, Deo reddens animam hic mox expiravit. | Ahimè, una splendida gemma giace sotto questa pietra, il cui valore ora è scomparso in una tetra fossa. Mladen, magnifico conte di Clissa, speranza unica dei suoi, perché sei caduto così presto? Figlio del conte Giorgio, di buona memoria, e signore di Almissa e Scardona, degno di rettitudine, decoro e onore, come un fiore primaverile è mancato un uomo di tanto valore. Scudo forte dei Croati, egli stesso era il più valido fra tutti; chi vuole sapere, chieda: la sua morte ingiusta, vedo, è avvenuta per i peccati dei popoli di Slavonia, come un dono del destino. Piangete, Slavi, il nobile discendente dei bani, la vostra abbondanza di pace e onore è scomparsa. Così rivolgete preghiere all’Altissimo Creatore, affinché, misericordioso, perdoni il peccatore. Sotto il corso degli anni del Signore, mille trecento e quaranta, nell'ottavo, nel primo giorno delle Calende di maggio, fu consegnato alla terra. Con la sua buona memoria, la morte lo ha divorato, e qui, presto, ha restituito l'anima a Dio. |